# Brasiae
Brasiae o Brasies o Prasies (greco antico: Βρασιαί; greco omerico: Βρυσειαί; latino: Bryseae; greco moderno: Βρασιές, Πρασιές) è una città greca nel sud-est del Peloponneso. Si trova a quattro chilometri a sud-est di Leonidio, nei pressi di Plaka. Brasiae faceva parte del regno di Menelao ed è citata da Omero nel Catalogo delle navi. Brasiae era un importante porto e una base navale di Sparta durante la guerra del Peloponneso. In seguito formò assieme ad altre città la Lega dei Laconi liberi.